# Résolution 69 du Conseil de sécurité des Nations unies
Membres permanents
- Chine
- États-Unis
- France
- Royaume-Uni
- URSS

Membres non permanents
- Argentine
- Canada
- Cuba
- Égypte
- Norvège
- RSS d'Ukraine

Résolution no 68 Résolution no 70
La résolution 69 est une résolution du Conseil de sécurité de l'ONU qui a été votée le 4 mars 1949 concernant Israël et qui recommande à l'Assemblée générale des Nations unies d'admettre ce pays comme nouveau membre.
L'abstention est celle du Royaume-Uni, le vote contre celui de l'Égypte.

## Contexte historique
À la suite de cette résolution ce pays est admis à l'ONU le 11 mai 1949,.

## Texte
- Résolution 69 Sur fr.wikisource.org
- Résolution 69 Sur en.wikisource.org